# Andriej Iljin
Andriej Iljin (ros. Андре́й Епифа́нович Ильи́н; ur. 18 lipca 1960) – radziecki i rosyjski aktor teatralny (Państwowy Akademicki Teatr im. Jewgienija Wachtangowa w Moskwie) i filmowy. Znany m.in. z roli Loszy w serialu Kamieńska.

## Nagrody i odznaczenia
Ludowy Artysta Federacji Rosyjskiej (2021).